# Robert Jarowoy
Robert Jarowoy (* 15. Dezember 1952 in Moosbach; † 21. September 2020 in Hamburg) war ein deutscher Angehöriger der terroristischen Vereinigung Bewegung 2. Juni, Autor und Politiker der Partei Die Linke.

## Leben

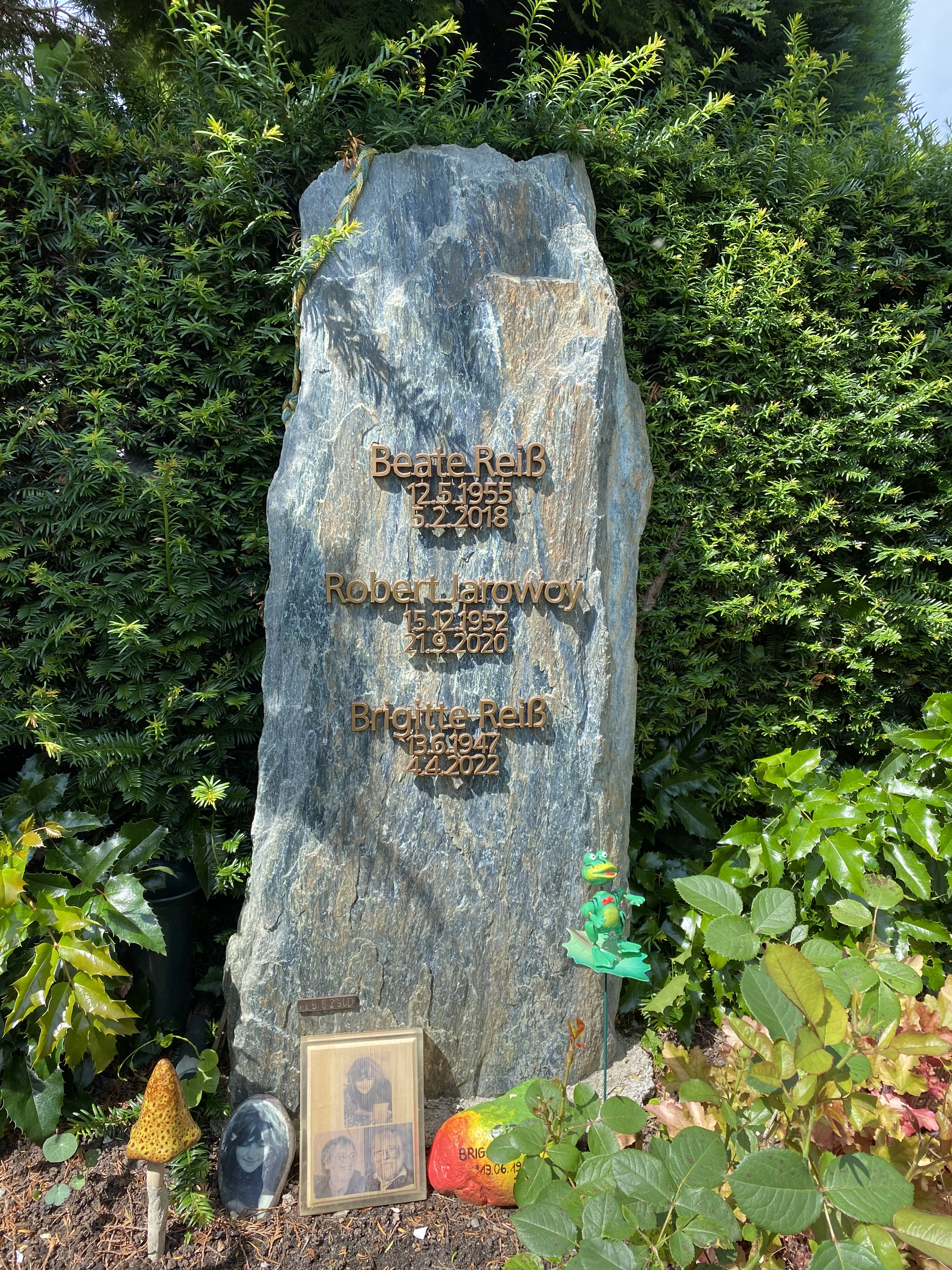
Grabstätte auf dem Friedhof Bernadottestraße

Jarowoy wurde 1952 auf einem Geflügelhof in Gauchsmühle in der damaligen Gemeinde Moosbach bei Nürnberg geboren. Ab 1970 studierte er Philosophie und Geschichte. Von 1973 bis 1979 verbüßte er im Zusammenhang mit der Bewegung 2. Juni als „anarchistischer Gewalttäter“ eine Gefängnisstrafe, davon vier Jahre in Isolationshaft. Die Anwendung von Gewalt verteidigte Jarowoy auch noch 2018 als „Gegengewalt […], gegen ein gewalttätiges System.“ Aus der Zeit der Haft stammen seine ersten Bücher: das zusammen mit Fritz Teufel verfasste Märchen aus der Spaßgerilja sowie Die Prinzessin und der Schnellläufer und Mit Geduld und Energie.
Ab 1980 war er in Ottensen/Altona ansässig und gründete mit anderen den Verlag Libertäre Assoziation, der später in der Assoziation A aufging, wirkte als Initiativenaktivist (Kemal-Altun-Platz, Bismarckbad, Volkspark, Altonaer Museum u. a.), Internationalist (Schwerpunkt Kurdistan), Betriebsratsvorsitzender, Tarifkommission in der HBV/ver.di. 2002 trat er in die PDS ein, ab 2008 war er Mitglied der Bezirksversammlung Altona und bis 2020 Fraktionsvorsitzender der Linkspartei. Außerdem war er Vorsitzender des Ausschusses für Wirtschaft, Arbeit und regionale Stadtteilentwicklung und Mitglied im Stadtplanungsausschuss. Zuletzt gehörte er noch den Ausschüssen für Bauen und Planung an.
Nach einer kaufmännischen Tätigkeit beim Hamburger "Verteilerdienst" war Jarowoy von 1995 bis 2004 Geschäftsführer der nachfolgenden Stadt-Land-Genossenschaft (Naturkost-Großhandel) und ab 2006 Bio-Käsehändler in Kooperation mit einem Gemüsekisten-Abo.
Außerdem war er Autor einiger Altona-Krimis, in denen Kommunalpolitik, Liebe und Mord zentrale Rollen spielen.
Jarowoy erlag am 21. September 2020 in seiner Wohnung in Hamburg-Altona einem Krebsleiden. Seine letzte Ruhestätte erhielt er auf dem Friedhof Bernadottestraße.

## Bibliografie
- Mit Geduld und Energie, irgendwann und irgendwie: Geschichten und Märchen aus der Isolierhaft, Verlag Association, Hamburg 1978, ISBN 978-3-88032-077-2.
- Wege zu Wissen und Wohlstand oder Lieber krankfeiern als gesund schuften!, Gesundheits-Kollektiv, Hamburg 1980, DNB 830010033.
- Märchen aus der Spaßgerilja, Libertäre Assoziation, Hamburg 1980, ISBN 978-3-922611-00-4 (zusammen mit Fritz Teufel).
- Die Prinzessin und der Schnelläufer, Libertäre Assoziation, Hamburg 1981, ISBN 978-3-922611-90-5.
- So leben wir: Roman aus der westdeutschen Linken, Libertäre Assoziation, Hamburg 1983, ISBN 978-3-922611-56-1.
- Griechische Impressionen: Ein politisches Reisebuch, Libertäre Assoziation, Hamburg 1985, ISBN 978-3-922611-22-6.
- Tod im Rechtsamt, R. Jarowoy, Hamburg 2007, DNB 1067164669.
- Mord im Bismarckbad, R. Jarowoy, Hamburg 2007, DNB 1067164634.
- Helgoländer Schnitten: Ein Kriminalroman zwischen Altona und Amrum, R. Jarowoy, Hamburg 2009, DNB 1067164650.
- Chinagate Altona, VSA-Verlag, Hamburg 2010, ISBN 978-3-89965-438-7.
- Liebe, Mord und Politik in Altona, R. Jarowoy, Hamburg 2012, DNB 1067164642.